# Rondós (Chopin)
Frédéric Chopin compuso cuatro rondós para piano solo, aunque también hay que decir que compuso uno para dos pianos y otro más para piano y orquesta. Hay que destacar que el Rondó en do mayor op. 1, para piano solo, es la versión inicial del Rondó para dos pianos op. 73, escrito en la misma tonalidad. 

## Rondós para piano solo
- Rondó en do menor, op. 1: fue escrito y publicado en 1825 en Varsovia, dedicado a la señora Linde, esposa del director del Liceo donde estudiaba Chopin. Es una pieza tal vez larga para su contenido. La sección inicial, allegro, tiene ritmo de danza; a ella sigue otra suave y contenida, più lento, con una línea melódica adornada, un tanto operística, y con arpegios en la mano izquierda que se continúa con una sección de bravura, con fuoco, para retornar a la sección inicial.

- Rondó a la mazurca en fa mayor, op. 5: compuesto en 1826 y publicado en Varsovia en 1828, dedicado a la condesa Moriolles. Señalado vivace, su tema principal, a la manera de una mazurca, contrasta con el segundo, lírico y cantabile.

- Rondó en mi bemol mayor, op. 16: extensa pieza, escrita en París en 1832 y publicada en 1833 con dedicatoria a Caroline Hartmann, excelente pianista que había recibido clases de Liszt. Tras una compleja introducción en do menor, andante, dividida en tres secciones, se llega al tema principal, allegro vivace, pleno de brío; un segundo tema, amable y de insinuante ritmo, y algunos episodios secundarios completan este gran rondó.

- Rondó en do mayor para dos pianos, op. 73: escrito en 1828, no se publicó hasta 1954 (la más conocida versión para dos pianos apareció en 1855). La introducción da paso al tema lumininoso principal, que contrasta con un segundo tema más íntimo en la menor. Página bien construida y trabajada, de indudable encanto.